# Restauration durable
 (août 2016).
La restauration durable fait le lien entre :
- Restauration, c’est-à-dire le secteur commercial qui comprend toutes les activités en lien avec la fourniture des repas dans des lieux publics, y compris la restauration collective, production à l’échelle industrielle de repas préparés pour des collectivités (écoles, hôpitaux, entreprises etc.)
- Durable, dans le sens de développement durable, ce qui implique d’attribuer autant d’importance aux  aspects sociaux, environnementaux et économiques d’une activité.

Le concept a fait son apparition à l'occasion de la naissance du consortium Risteco, en 2003 à Turin, Italie.

## Mesurer la durabilité de la restauration
Les impacts environnementaux
- Adopter un système de gestion environnemental : grâce aux certifications environnementales volontaires de système ISO 14001 (international) ou bien l’EMAS (européen), qui photographient, dans le cadre d’un contrôle systématique et périodique, les interactions entre l’environnement et les procédés soumis à certification, pour les améliorer dans le temps. Interpréter de telles certifications dans l’esprit et non à la lettre évite de les réduire à un surplus bureaucratique qui pèse sur le système de gestion.

- Faire une Analyse du Cycle de Vie (ACV)

- - Comptabiliser, avec des indicateurs clairs et objectifs, les impacts liés à des phénomènes aussi différents que la consommation en matières premières, eau et d’énergie, les émissions atmosphériques, la pollution des nappes phréatiques et production de déchets.
  - Analyser toutes les étapes du cycle de vie des produits ou services, de l’extraction des matières premières, à la fabrication des produits, sans oublier la phase d’utilisation et l’élimination finale. Le nécessaire rapprochement qui s’opère, grâce à l’ACV, entre tous les acteurs d’une filière, peut devenir un vrai moteur pour innover.

## Remettre l'Homme au centre
- Re-professionnaliser tous les métiers sur l'ensemble de la filière : du champ à l'assiette.

- Travailler sur les conditions de travail à tous les niveaux

- Améliorer la rémunération du travail selon la réelle valeur ajoutée

- Offrir une alimentation saine et équilibrée pour réduire les pathologies liées à l'alimentation

## Les différents débats autour de la restauration durable
Actuellement il y a de nombreux débats suscités par la réflexion sur la restauration durable.
En voici quelques-uns :
- la logistique éco-efficace et les circuits courts ;
- la gestion des territoires ;
- l'agriculture biologique, intégrée ou conventionnelle ;
- le changement climatique et les étiquettes « carbone » sur les aliments ;
- la biodiversité et les monocultures ;
- le bien-être des animaux d'élevage ;
- l'apprentissage de comportements alimentaires sains  (éviter le grignotage, le trop de sel/trop de sucre....) et la lutte contre  l'obésité ;
- le gâchis de nourriture.